# Żuk
Żuk («Жук») — сімейство польських комерційних автомобілів, що виготовлялись на FSC (Fabryka Samochodow Ciężarowych) у 1958—1998 рр.
Умовно, існувало два покоління — до 1973 р. та після. Люблінські вантажівки комплектувались бензиновими двигунами M-20 (R4, 2,1 л, 50 к. с.) та S-21 (R4, 2,1 л, 70 к. с.), дизелями 4C90 (R4, 2,4 л, 70 к. с.). Аналогічно до Nysa, бензинові двигуни, трансмісія, підвіска (з незначними змінами типу інших пружин та шин) й решта вузлів були взяті з легковиків Warszawa.
Серед численних модифікацій пікап, фургон, бортова вантажівка, вантажно-пасажирський фургон, бортова вантажівка зі здвоєною кабіною, мікроавтобус. Автомобілі мали заплутану систему позначення: номера моделі отримували у порядку проєктування, а не виготовлення.
У значних об’ємах експортувались. Збирались також в Єгипті та Росії.
Назву «Жук» придумав дизайнер Julian Kamiński через смугасте забарвлення перших автомобілів.
Серед розробників Stanisław Tański, Roman Skwarek, Julian Kamiński.

## Історія[3][2]

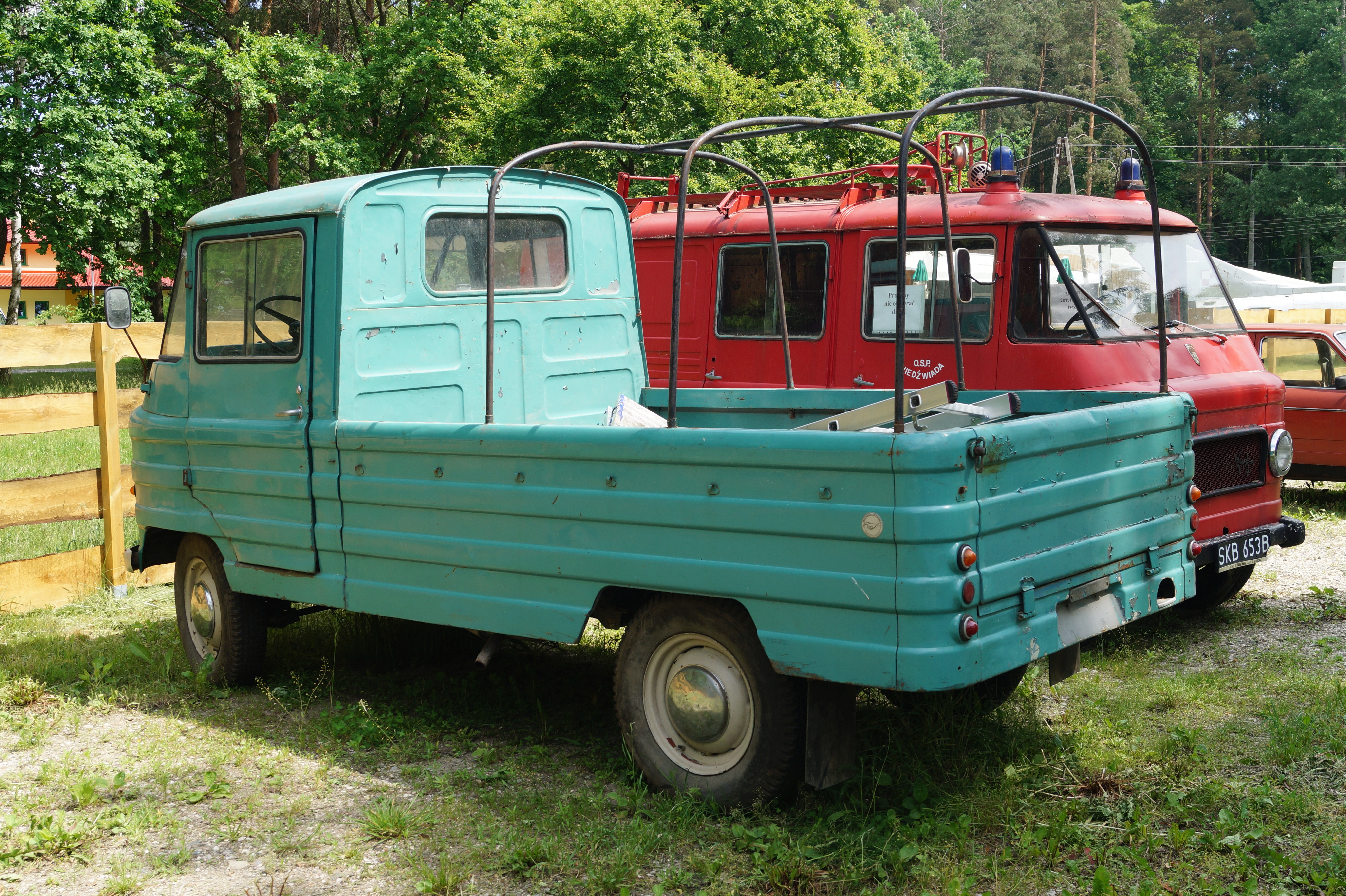
Пікап Żuk А-03

На межі 1956 – 1957 рр. правління ПНР ініціювало розробку невеликих вантажівок на базі легковика Warszawa. В кінці 1957 р. на FSC (Fabryka Samochodow Ciezarowych) створили прототип пікапа Żuk A-03, що у 1958 р. представили на Міжнародному торговому ярмарку в Познані. Цього ж року була виготовлена дослідно-промислова партія з 50 авт., а з 24 липня 1959 р. їх почали виготовляти масово. У 1959 р. з конвеєра зійшло 1048 авт., у наступному – 3144, а у 1965 р. вже 8621.
В цей час на заводі завершується виробництво Lublin 51, звільняються значні виробничі потужності, які невдовзі заповнюються виготовленням комплектуючих до усього польського автопрому (коліс, ресор, пружин гарячої навивки, ведучих мостів тощо).
Вже у 1960 р. на експорт пішла перша сотня автомобілів, а до 1965 р. майже 2000 авт. Żuk А-03. На межі 60-70-их вантажівка експортувалась у Норвегію, Швецію, Данію, Фінляндію, Бельгію, Грецію, Угорщину, Болгарію, Албанію, Колумбію, Еквадор, Нігерію, Кубу.
На вищеназваному ярмарку в 1965 р. представили фургон Żuk A-05 та вдосконалений пікап Żuk A-13 (з двигуном S-21, що дав змогу розвивати 100 км/год). У цьому ж році виготовили установчу партію з 50 фургонів. Серійне виробництво обидвох автомобілів розпочалось у 1966 р. Тираж пікапів був незначним – двигунів S-21 тоді не вистачало навіть для «Варшав». Żuk A-13 спочатку призначався для експорту, хоча у незначних кількостях потрапляв і на внутрішній ринок.
У 1967 р. з’явились вантажівки з дерев’яною бортовою платформою (деякі прототипи мали металеві борти): Żuk А-09 з двигуном М-20 та Żuk A-11 з S-21.

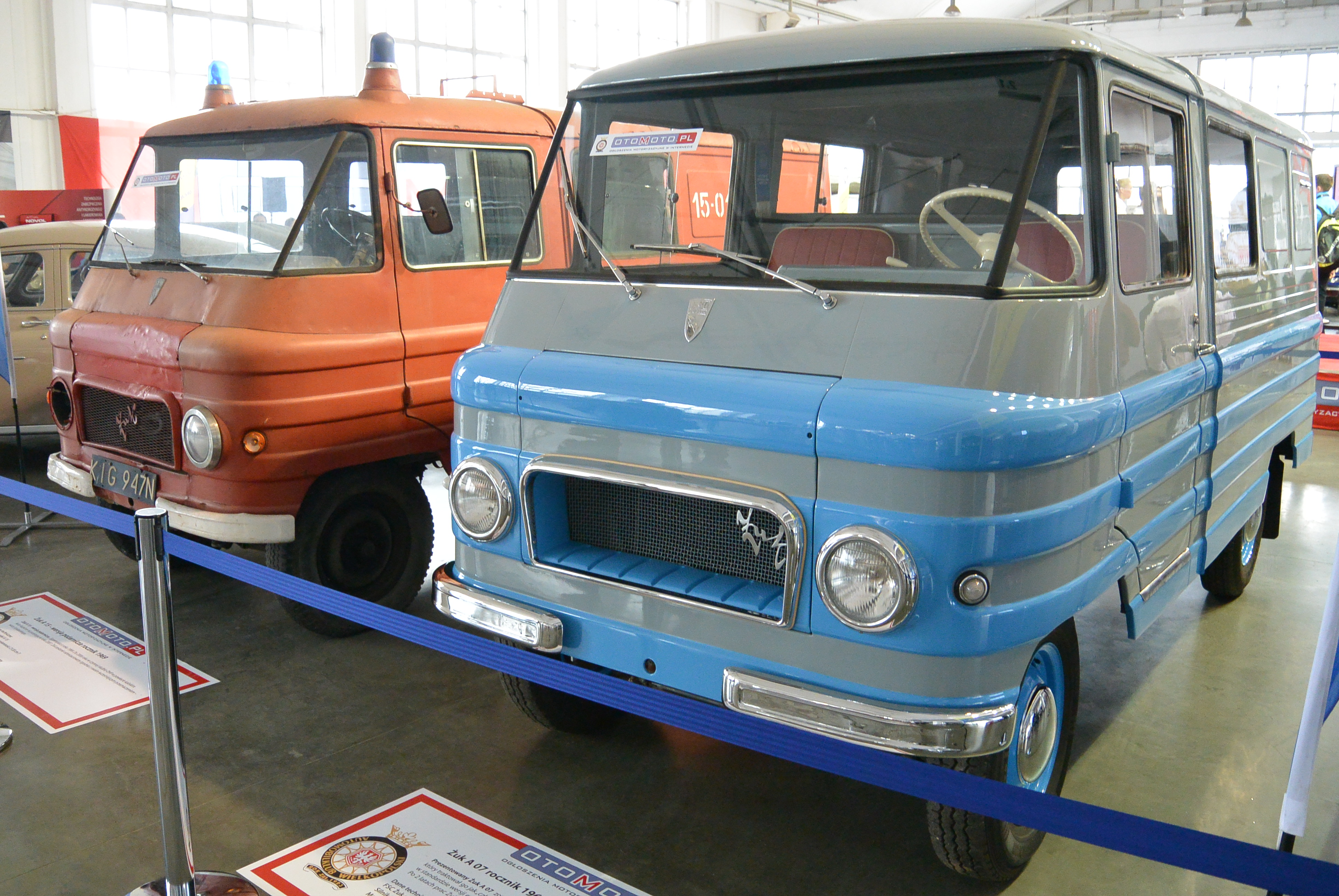
Вантажно-пасажирський Żuk A-07

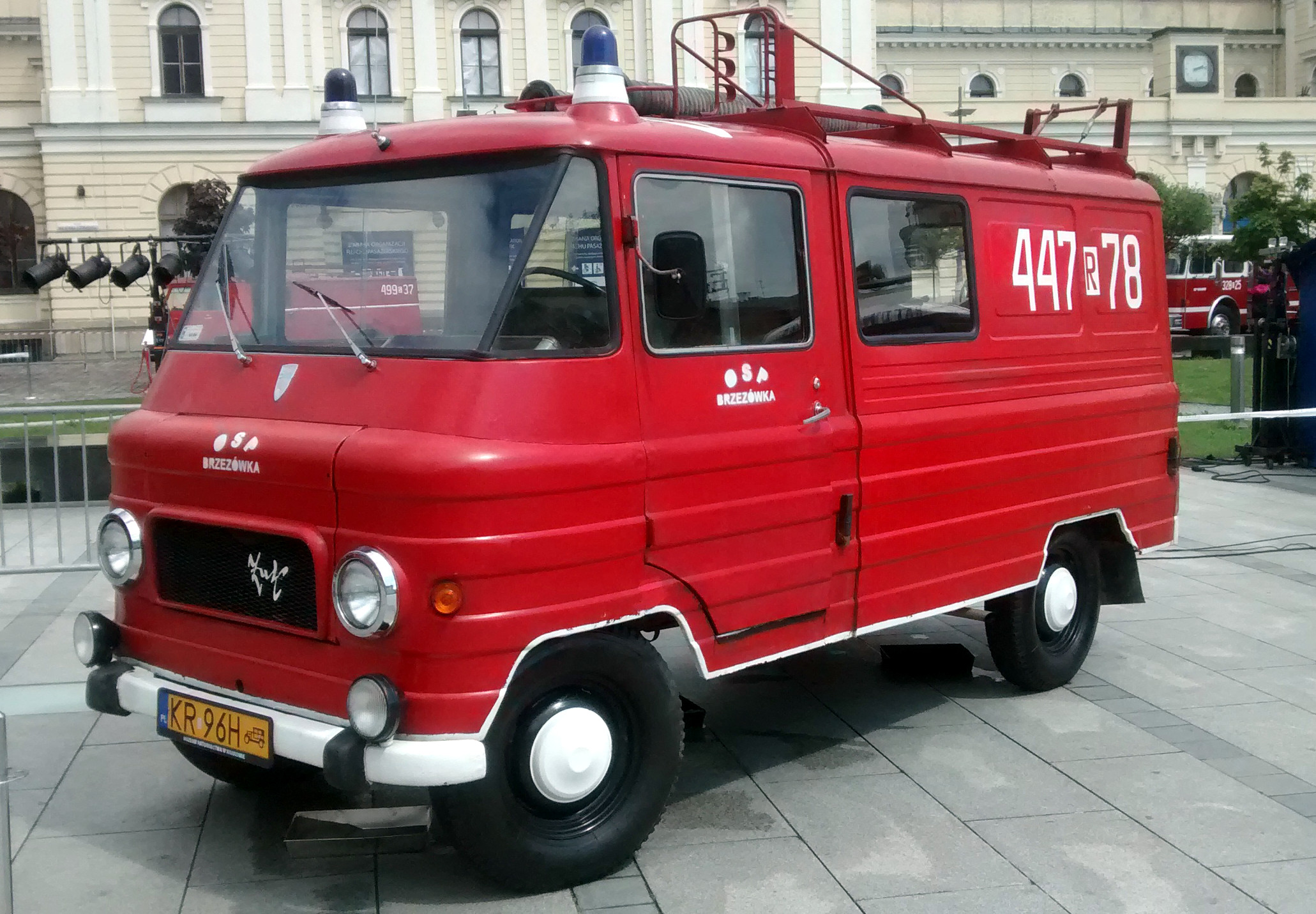
Пожежна машина Żuk A15

У 1970 FSC виготовив 15146 авт., з котрих 6244 од.(41%) вирушив за кордон. Цього ж року був випущений 100-тисячний Żuk. Розпочалось виробництво вантажно-пасажирського Żuk A-07, розрахованого на сім людей (пасажир на передньому сидінні та шість пасажирів на відкидних лавках вздовж бортів) й 425 кг вантажу чи 875 кг вантажу й одного пасажира в кабіні.
Компанія Eltramco налагодила виробництво Żuk (під назвою Ramzes) у Каїрі. За перший рік зібрали 200 авт., у 1971 р. – вже 1250 авт.
У 1971 р. з 17621 екз. за кордон вирушило 10554 од. (60%), в т. ч. 939 комплектів для збирання у Єгипті. 
У 1972 р. на ярмарку в Познані були представлені модернізовані Żuk A-11М (зі зміненим «передком» та збільшеним лобовим склом), а через рік їх стали виготовляти серійно. Дизайнер нового оперення - Stanislaw Tanski
У 1973 р. в Любліні виготовили 25731 авт., з яких майже 2/3 пішли на експорт. З цього року до СРСР щороку відправляли до 7,5 тис. авт.
В листопаді 1974 р. з’являються Żuk A-11В з новою гальмівною системою: з вакуумним підсилювачем й двома окремими контурами на передні та задні колеса, стоянковим гальмом, що діє на задні гальмівні механізми, а не на карданний вал. У двигуні S-21 змінили систему мащення, встановили «сухий» повітряний фільтр, новий карбюратор. У шасі — важіль перемикання передач перейшов з керма на підлогу, змінились характеристики амортизаторів та кермового механізму. З’явились зручніші сидіння. Вдосконалилось електрообладнання.
З серпня 1975 р. припиняється виробництво вантажівок з двигунами М-20. На цей ж рік відбувся пік виробництва – 31 тис. автомобілів.

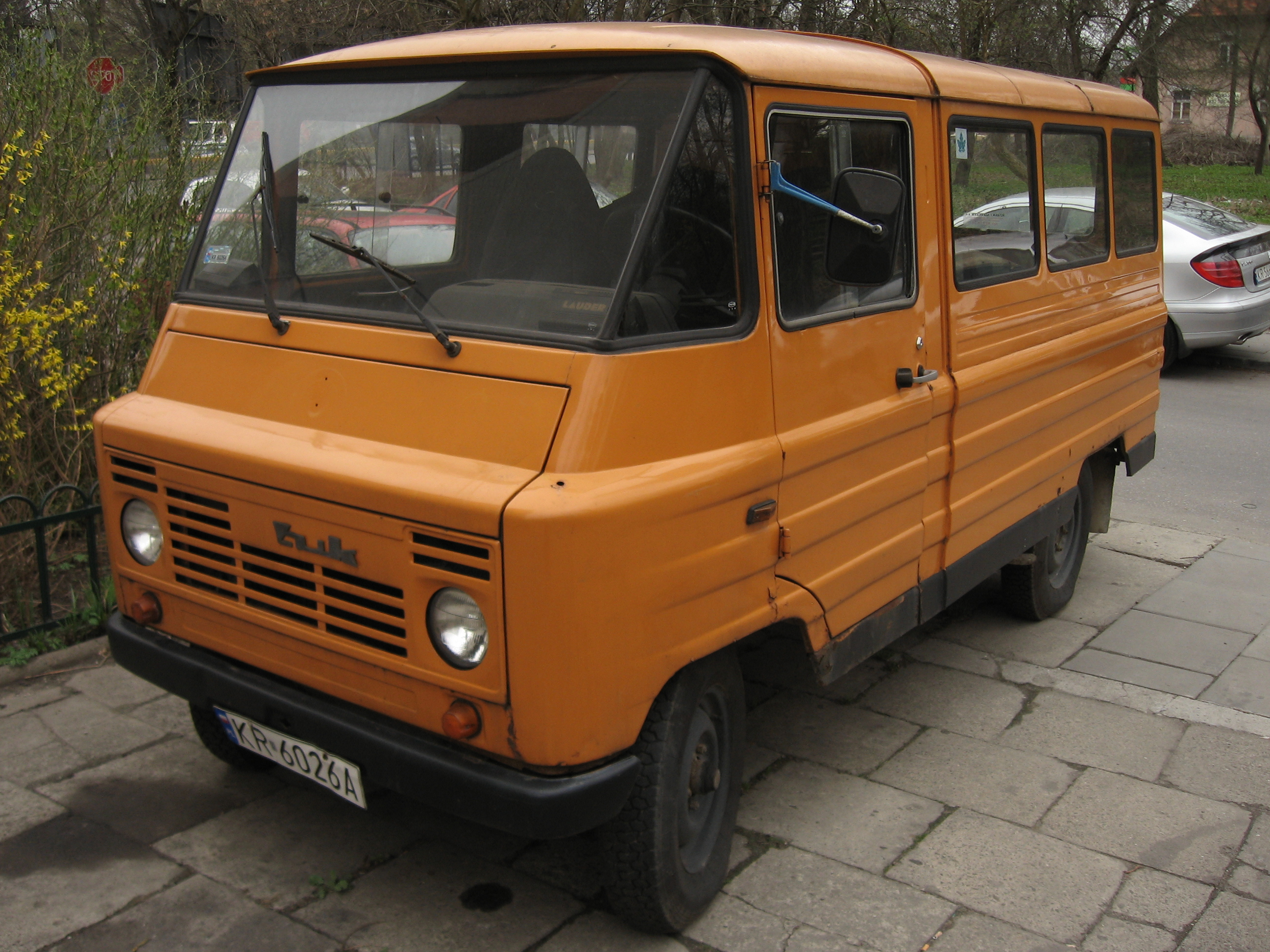
Мікроавтобус A-18В

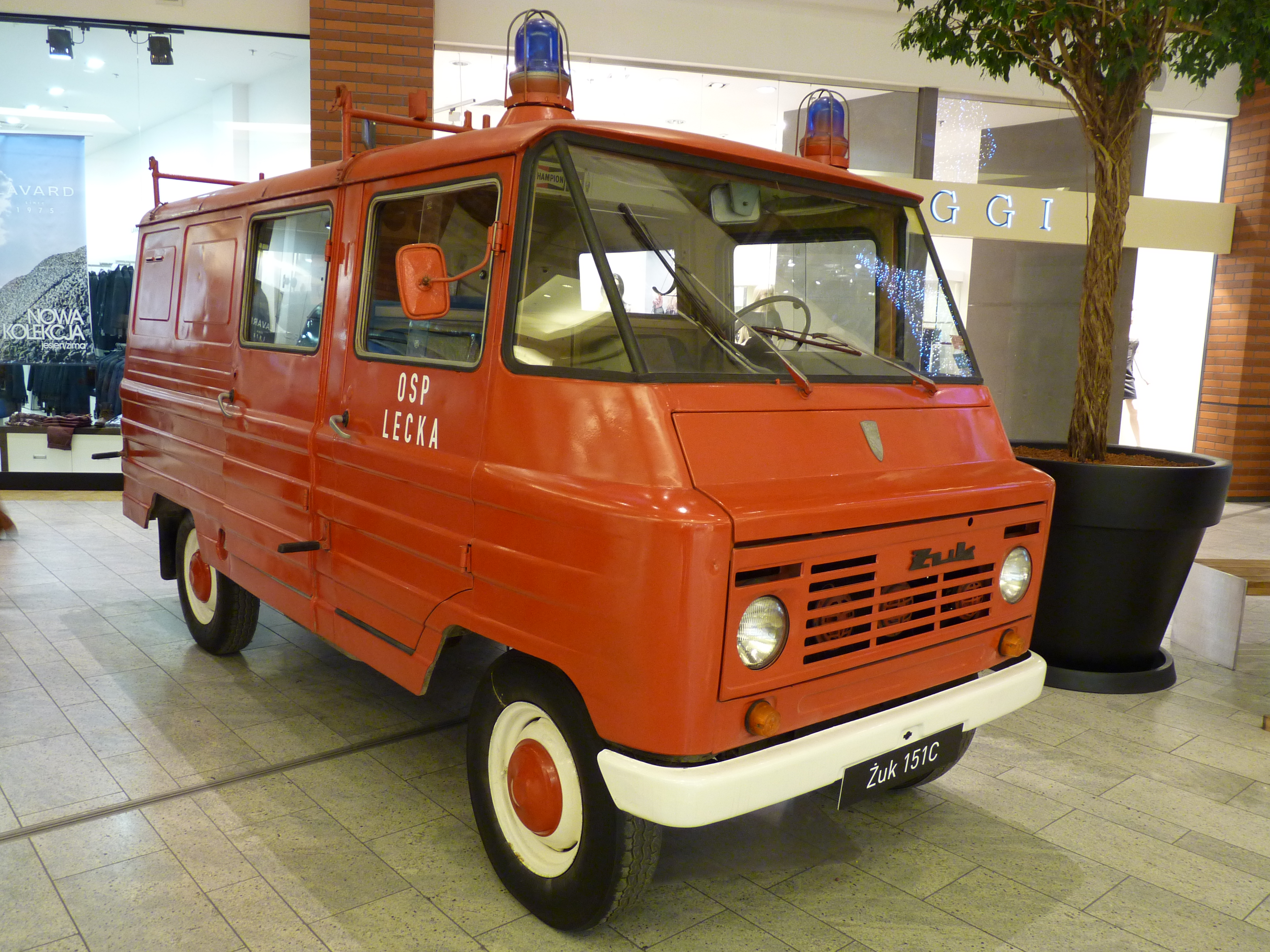
Пожежний Żuk А-151

З 1976 р. розпочалось виробництво бортових вантажівок з п’ятимісною дворядною кабіною Żuk A-16В, пізніше – фургонів Żuk A-17В та мікроавтобусів Żuk A-18В, що виготовлялись малими серіями і в основному на експорт.
У 80-ті на Люблінському заводі вантажних автомобілів відбувся застій. До виробництва готували нову модель, заміну архаїчним «Жукам», однак через економічні та політичні проблеми в країні її випуск затягувався. Знизився експорт до розвинутих європейських країн, хоча залишались замовлення з соціалістичних країн.
Незначний прогрес відбувся у 1988 р., коли на заводі WSW Andoria SA у Андрихуві організували виробництво дизелів 4C90 (2,4 л, 70 к. с.), створених з допомогою британської компанії Ricardo. Вони призначались для нового покоління Lublin, але підходили й для «Жуків».
У 1992 р. на Станово-Колодезькому ремонтно-механічному заводі, що в орловській області, було створено підприємство «Любор». Там з машинокомплектів збирались вантажно-пасажирські фургони Żuk A-07Р і мікроавтобуси Żuk A-1801Р (літера Р означала «російський»). Всього зібрали близько 100 машин – 50 вантажно-пасажирських фургонів і 50 мікроавтобусів. 40 шт. продали у Казахстан, 20 розійшлись по орловській області, решта по російських регіонах. Подальшому розвитку заважали законодавчі ініціативи, що зробили збирання автомобілів нерентабельним.
У 1993 р. завод перейменований у Fabrika Samochodow w Lubline налагодила виробництво нових вантажівок Lublin, але й продовжувала випускати «Жуків», на котрих через дешевизну був попит.
У 1995 р. завод був поглинутий компанією Daewoo й увійшов у конгломерат Daewoo Motor Polska. З грудня того ж року на ньому розпочали збирання легковиків Daewoo Nexia. 13 лютого 1998 р. закінчилось виробництво Żuk. За 40 років виробництва було побудовано 587500 авт.